# Lyropupa prisca
Lyropupa prisca е вид коремоного от семейство Pupillidae.

## Разпространение
Видът е разпространен в САЩ (Хавайски острови).